# ناحیه چیکان
چایکان (به لاتین: Chikan District) یک سکونتگاه مسکونی در جمهوری خلق چین است که در ژانژیانگ واقع شده‌است.